# Kommunallandtag der Hohenzollernschen Lande

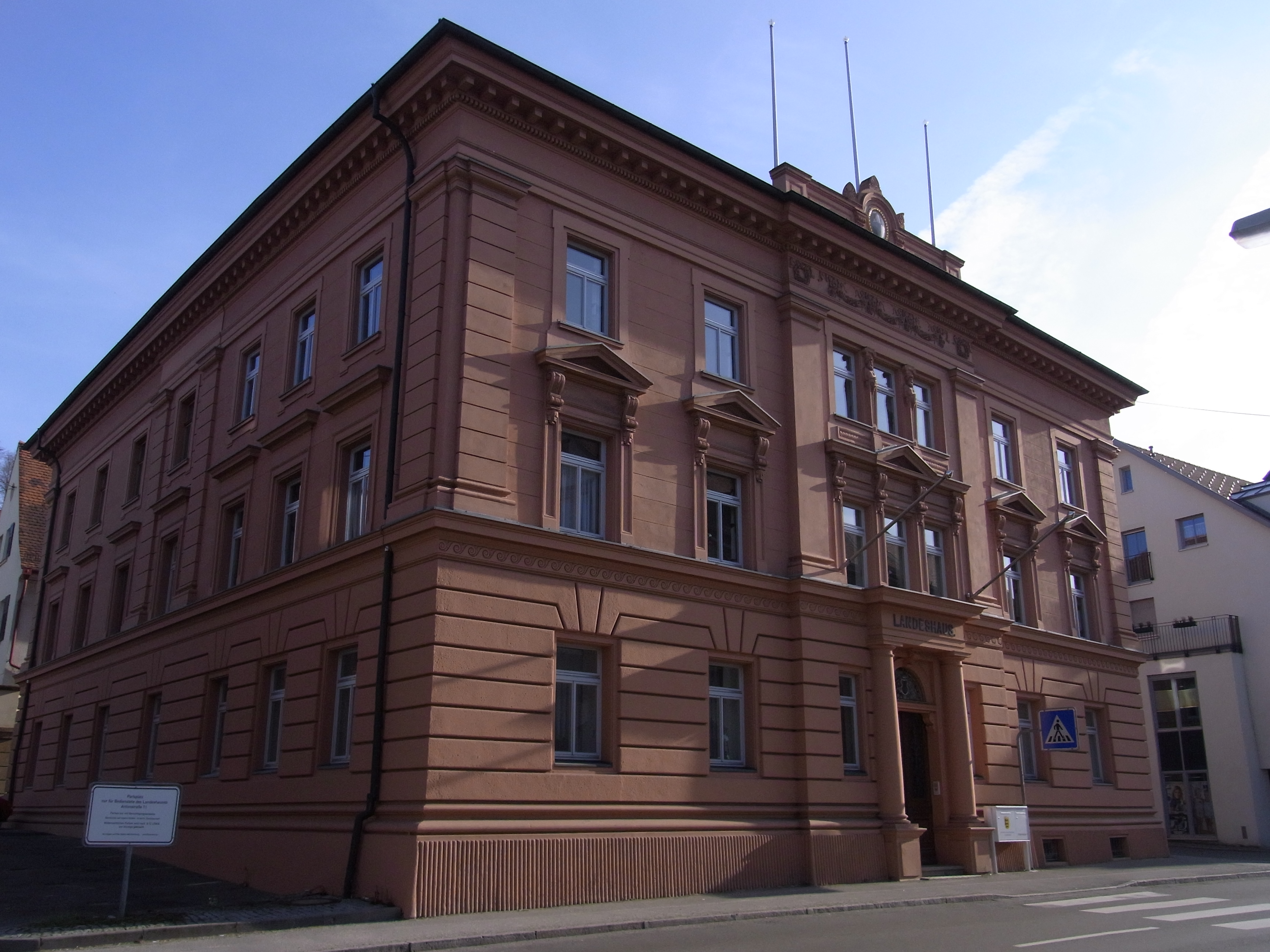
Das Landeshaus in Sigmaringen war Sitz des Kommunallandtags

Der Kommunallandtag der Hohenzollernschen Lande war von 1875 bis 1973 Kommunallandtag, das heißt Parlament des Hohenzollerischen Landeskommunalverbandes.

## Vorgeschichte
Historisch bestanden in den Hohenzollernschen Fürstentümern keine Landstände. Die Verfassung von Hohenzollern-Sigmaringen führte 1831 für Hohenzollern-Sigmaringen erstmals einen Landtag, die Landstände des Fürstentums Hohenzollern-Sigmaringen, ein. In Hohenzollern-Hechingen wurde 1798 die Hechinger Landesdeputation als landständige Vertretung geschaffen.
Mit der Übernahme durch Preußen 1850 endete die Arbeit dieser Ständeversammlungen, ohne dass direkt eine Nachfolgeorganisation geschaffen wurde.

## Allgemeines
Die Hohenzollernschen Lande waren formal Teil der preußischen Rheinprovinz. Aufgrund der räumlichen Trennung bestand in den meisten Bereichen jedoch eine organisatorische Eigenständigkeit, so dass das Gebiet teilweise den Charakter einer eigenen Provinz hatte. Dies galt auch für die Volksvertretung, die nicht im Rahmen des Provinziallandtags der Rheinprovinz, sondern in einem eigenen Kommunallandtag erfolgte.

## Der Kommunallandtag ab 1875

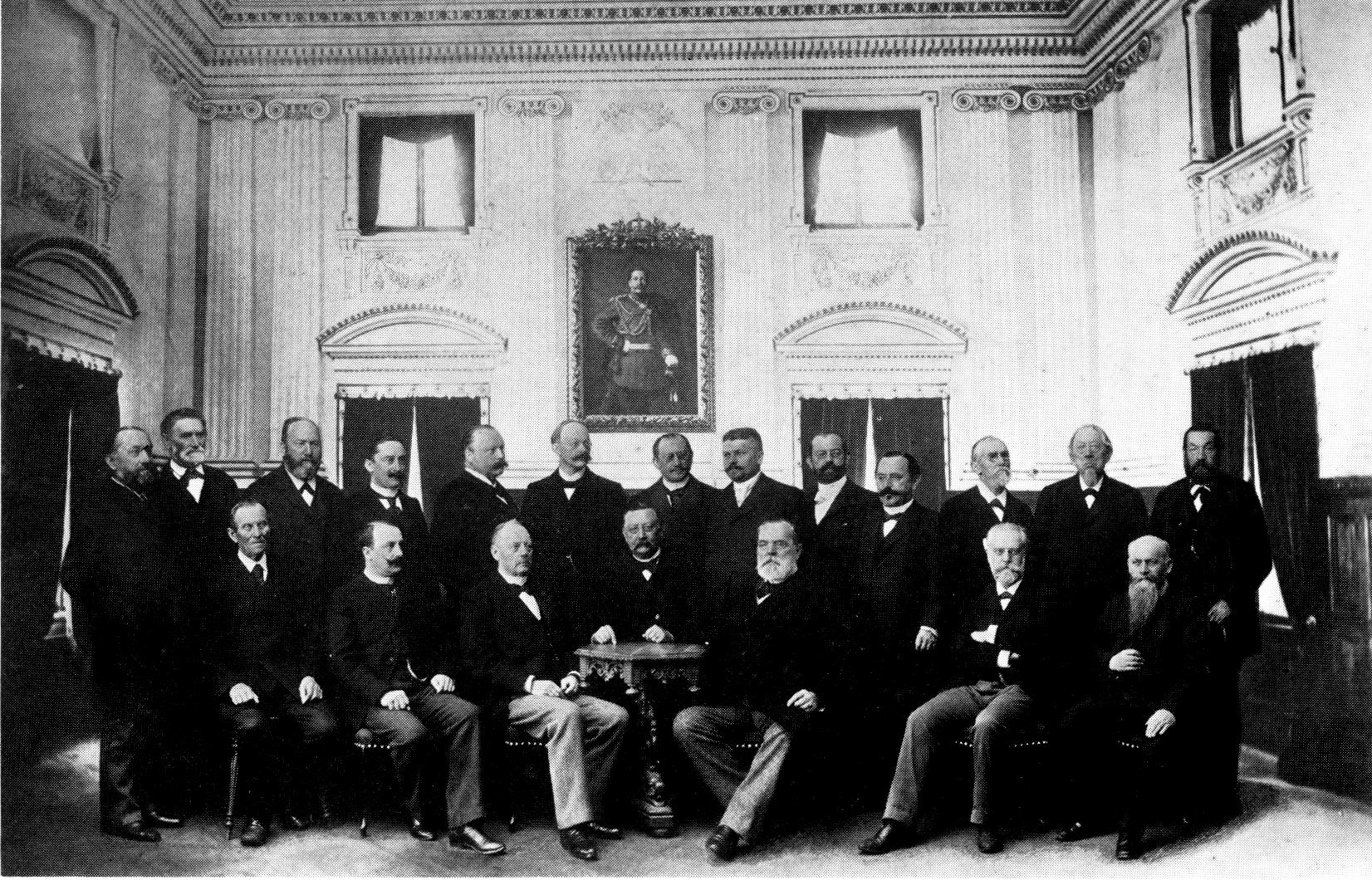
Kommunallandtag der Hohenzollernschen Lande im Jahr 1896. Das Bild zeigt von links nach rechts stehend: Landessekretär Steidle, Bürgermeister Fischer, Lehrer Mayer, Oberamtmann Longart, Kammerrat Kettner, Hofkammerrat Hülsemann, Oberamtmann von Meer, Oberamtmann Bahlmann, Oberamtmann Sauerland, Amtsrichter Kraus, Altbürgermeister Göggel, Bürgermeister Kerle und Vogt Kaus. Sitzend: Bürgermeister Leuze, Regierungskommissar Saint Pierre, Regierungspräsident von Schwarz, Landgerichtspräsident Evelt, Amtsgerichtsrat Graf, Landesbaurat Leibbrand und Stadtbürgermeister Liehner.

1853 baten alle Bürgermeister und Vögte der Hohenzollernschen Lande in einer Petition an den preußischen König um die Einrichtung einer Volksvertretung. 1867 startete der Oberamtmann Emele eine neue Initiative. Mit der Amts- und Landesordnung vom 2. April 1873 wurde der Kommunallandtag geschaffen. Er bestand aus 16 Abgeordneten. Eine Virilstimme hatten der Fürst von Hohenzollern, die Fürsten von Fürstenberg (wegen der Herrschaft Jungnau und der Herrschaft Trochtelfingen) und Thurn und Taxis (wegen der Herrschaft Ostrach) hatten gemeinsam eine Stimme. Sie konnten sich im Landtag vertreten lassen. Die Städte Hechingen und Sigmaringen wählten je einen Abgeordneten. Jedes der vier Oberämter wählte drei Abgeordnete. Die Wahlen erfolgten in indirekter Wahl durch die Amtsversammlungen der Oberämter (ohne die Virilisten, die auch dort Stimmrecht hatten). Die Wahl erfolgte auf sechs Jahre. Alle drei Jahre schied die Hälfte der Abgeordneten aus und die Mandate wurden durch Ergänzungswahlen neu besetzt.
Die Aufgaben des Kommunalverbandes waren im Dotationsgesetz vom 8. Juli 1875 festgelegt. Unterhaltung und Neubau von chaussierten Wegen, Unterstützung des Kreis- und Gemeindestraßenbaus, Beförderung von Landesmeliorationen, Landarmen- und Korrigendenwesen, Irren-, Taubstummen- und Blindenwesen, Unterstützung mildtätiger Stiftungen, landschaftliche Kulturpflege, Denkmalpflege, Landesforschung und Landesbibliotheken. Später kamen Wohlfahrts-, Gesundheits- und Jugendfürsorge hinzu. Der Kommunallandtag wählte den Landesausschuss, der für die Umsetzung dieser Aufgaben zuständig war, und verfügte über das Budgetrecht über das Budget des Kommunalverbandes.

### Mitglieder

#### Standesherren
Die Standesherren ließen sich jeweils im Kommunallandtag vertreten.
| Hohenzollern                                            | Fürstenberg                             | Thurn und Taxis                                  |
| ------------------------------------------------------- | --------------------------------------- | ------------------------------------------------ |
| Karl Anton von Hohenzollern (Virilstimme 1875 bis 1885) | Karl Egon III. zu Fürstenberg 1854–1892 | Maximilian Maria von Thurn und Taxis 1862–1885   |
| Leopold von Hohenzollern (Virilstimme 1885 bis 1905)    | Karl Egon IV. zu Fürstenberg 1892–1896  | Albert von Thurn und Taxis (1867–1952) 1885–1918 |
| Wilhelm von Hohenzollern (Virilstimme 1905 bis 1918)    | Max Egon II. zu Fürstenberg 1896–1918   |                                                  |

#### Abgeordnete
Für die Abgeordneten siehe die folgenden Abgeordnetenlisten:
- 1874–1879
- 1880–1885
- 1886–1891
- 1892–1897
- 1898–1902
- 1902–1907
- 1907–1912
- 1913–1918

## In der Weimarer Republik
Mit dem Gesetz über die Umbildung des Kommunallandtags der Hohenzollernschen Lande vom 16. Juli 1919 wurde das Wahlverfahren für den Kommunallandtag im demokratischen Sinne neu gefasst. Nun bestand der Landtag aus 24 Mitgliedern, die in freier und gleicher Wahl bestimmt wurden. Die Wahldauer betrug drei Jahre. Erstmals wurde auch das Frauenwahlrecht eingeführt.
Am 30. September 1919 fand die erste Wahl statt.

### Ergebnisse der Kommunallandtagswahlen
Die Stimmenverteilung bei der Wahl 1922 liegt nicht vor.
Stimmenanteile der Parteien in Prozent
| Wahltag        | Zentrum | DDP  | SPD  | HZBB | NSDAP |
| -------------- | ------- | ---- | ---- | ---- | ----- |
| [00]03.12.1922 |         |      |      |      |       |
| 29.11.1925     | 68,4    | 16,7 | 09,3 | 5,7  |       |
| 17.11.1929     | 61,3    | 15,4 | 10,7 | 8,3  | 04,2  |
| [00]12.03.1933 | 50,2    |      | 03,2 |      | 38,1  |

Sitzverteilung
| Jahr | Gesamt | Zentrum | DDP | SPD | DNVP  | KPD | HZBB | NSDAP |
| ---- | ------ | ------- | --- | --- | ----- | --- | ---- | ----- |
| 1919 | 24     | 19      | 3   | 2   |       |     |      |       |
| 1922 | 23     | 16      | 4   | 1   | 1     | 1   |      |       |
| 1925 | 24     | 17      | 3   |     |       |     | 4    |       |
| 1929 | 24     | 15      | 3   | 2   |       |     | 4    |       |
| 1933 | 23     | 12      |     |     | [00]2 |     |      | 9     |

Für die gewählten Abgeordneten siehe die folgenden Abgeordnetenlisten:
- 1919–1922
- 1922–1925
- 1925–1929
- 1929–1933
- 1933

### Preußischer Staatsrat
Der Kommunallandtag der Hohenzollernschen Lande wählte in der Weimarer Republik gemäß der Preußischen Verfassung von 1920 einen Abgeordneten in den Preußischen Staatsrat Dies waren:
| Nr. | Abgeordneter    | Partei  | Amtszeit                                   | Vertreter                             | Partei                  | Amtszeit                                                                                                   |
| --- | --------------- | ------- | ------------------------------------------ | ------------------------------------- | ----------------------- | --- |
| 1   | Hermann Eger    | Zentrum | Mai 1921 bis 11. Dezember 1922             | Emil Belzer                           | Zentrum                 | Mai 1921 bis 11. Dezember 1922                                                                             |
| 1   | Emil Belzer     | Zentrum | 11. Dezember 1922 bis 18. September 1930 † | Paul Schaaff Carl Vogel Clemens Moser | Zentrum Zentrum Zentrum | 11. Dezember 1922 bis 24. Oktober 1924 2. Januar 1925 bis Februar 1926 Februar 1926 bis 30. September 1930 |
| 1   | Clemens Moser   | Zentrum | 30. September 1930 bis April 1933          | Simon Hausch                          | Zentrum                 | 1. Juni 1932 bis April 1933                                                                                |
| 1   | Carl Lutterbeck | NSDAP   | April bis 10. Juli 1933                    | Heinrich Rinklef                      | NSDAP                   | April bis 10. Juli 1933                                                                                    |

### Gleichschaltung und Auflösung
Am 12. März 1933 wurde letztmals ein Kommunallandtag gewählt. Ähnlich wie bei der Reichstagswahl, die eine Woche zuvor stattgefunden hatte, war der Wahlkampf nicht frei von Beeinträchtigungen. Dennoch erhielt das Zentrum erneut eine Mehrheit im Kommunallandtag. Mit dem preußischen Gesetz über die Erweiterung der Befugnisses der Oberpräsidenten (Oberpräsidentengesetz) vom 15. Dezember 1933 wurde der Kommunallandtag zum 31. Dezember 1933 aufgelöst.

## Nach 1945
Nach dem Zweiten Weltkrieg und der Auflösung des Landes Preußen wurde das gesamte Gebiet Teil des 1947 gegründeten Landes Württemberg-Hohenzollern. Der Landeskommunalverband der Hohenzollerischen Lande blieb aufgrund des nach Artikel 2 der Verfassung garantierten partiellen Selbstverwaltungsrechts für Hohenzollern weiterhin bestehen. Das bedeutete, den Kreisen Sigmaringen und Hechingen wurde mit dem Landeskommunallandtag weiterhin ein Sonderparlament zugestanden, das in Sigmaringen parallel zum Bebenhauser Landtag tagte. Der Landeskommunallandtag bestand jetzt aus 20 Mitgliedern (zuzüglich der beiden Landräte, die beratende Mitglieder waren), die durch die Kreistage der Kreise Hechingen und Sigmaringen gewählt wurden, jeder Kreistag wählte zehn Mitglieder.
Dies blieb auch nach der Gründung des Landes Baden-Württemberg 1952 so. Erst im Zuge der Kreisreform von 1973 wurde der Landeskommunalverband und damit auch der Landeskommunallandtag zum 1. Januar 1973 aufgelöst.